# Sigmar Gabriel
Sigmar Gabriel (Goslar, 12 september 1959) is een Duits politicus. Hij was minister van Buitenlandse Zaken en vicekanselier van Duitsland in het derde kabinet van Angela Merkel. Gabriel is lid van de sociaaldemocratische SPD en was tussen 2009 en 2017 de leider van deze partij.

## Carrière
Nadat Gabriel in de jaren van 1999 tot 2003 in functie was als minister-president van de deelstaat Nedersaksen, stapte hij in 2005 over naar de landelijke politiek. Sinds 2005 is hij lid van de Duitse Bondsdag voor het parlementaire kiesdistrict Salzgitter – Wolfenbüttel.
Tussen 2005 en 2009 was Gabriel federaal minister van Milieu, Natuurbescherming en Nucleaire Veiligheid in het kabinet Merkel I. In 2009 werd hij partijvoorzitter van de SPD, een functie die hij ruim zeven jaar behield.
Gabriel gold in 2012 als een voorname kanshebber om namens de SPD kanselierskandidaat te worden bij de Bondsdagverkiezingen van 2013. Hij verloor deze strijd echter van Peer Steinbrück, die op zijn beurt de verkiezingen verloor van Angela Merkel. In het kabinet-Merkel III, bestaande uit CDU/CSU en SPD, werd Gabriel vicekanselier en tevens minister voor Economie en Energie. In 2017 volgde hij zijn partijgenoot Frank-Walter Steinmeier op als minister van Buitenlandse Zaken, nadat Steinmeier tussentijds verkozen was tot bondspresident.
In 2017 maakte Gabriel bekend niet als kanselierskandidaat te willen deelnemen aan de Bondsdagverkiezingen van dat jaar. Mede door de tegenvallende peilingen verklaarde hij geen vertrouwen te hebben in zijn eigen kansen en schoof daarom de populairdere Martin Schulz naar voren, voormalig voorzitter van het Europees Parlement. Op 19 maart 2017 trad Gabriel ten gunste van Schulz af als partijleider van de SPD.
Het derde kabinet-Merkel werd op 14 maart 2018 opgevolgd door het Kabinet-Merkel IV. Hierin nam Gabriel geen zitting.
- DBLP: 143/4314
- Gemeinsame Normdatei: 124311903
- International Standard Name Identifier: 0000 0001 0984 7054
- Library of Congress Control Number: nr2003010409
- Nationale Bibliotheek van Tsjechië: jo20191035456
- Nationale Bibliotheek van Israël: 987007305087005171
- Nationale Bibliotheek van Polen: a0000003230910
- Nederlandse Thesaurus van Auteursnamen: 252286936
- Système universitaire de documentation: 086828797
- Virtual International Authority File: 69857993
- WorldCat: E39PBJbGQKfGVC39M399Bphyh3